# Аристија
Аристија је био хеленски књижевник из града Фијунта. Посебно се истицао својим трагедијама. Живео је у 5. веку п.н.е, а отац му је био Пратина, такође трагичар. Године 467. п. н. е. приказао је очеву сатирску драму Сатири рвачи. По имену је познато седам Аристијиних драма. То су: Персеј, Тантал, Антеј, Аталанта, Кере, Киклоп и Орфеј. Из сваке је сачуван по један мањи фрагменат. Био је веома цењен као песник о чему сведочи и споменик у Флијунту подигнут у његову част.